# Migotania
Migotania (od 2002 do 2011 roku jako Migotania, przejaśnienia) – czasopismo literackie (kwartalnik) założone w 2002 roku w Gdańsku. 

## Historia
Początkowo nosiło nazwę „Migotania, Przejaśnienia”. Pierwszy numer ukazał się w czerwcu 2002 roku jako upamiętnienie nocy poetów, którą zorganizowano z okazji wydania zbioru wierszy Zbigniewa Joachimiaka. Pierwszymi redaktorami pisma byli Zbigniew Joachimiak, Antoni Pawlak i Władysław Zawistowski. W początkowych czterech latach istnienia periodyk współtworzyły ważne osobistości życia kulturalnego, m.in. Miriam Akavia, Kazimierz Brakoniecki, Jan Ciechowicz, Marta Fox, Krzysztof Gąsiorowski, Julia Hartwig, Anna Janko, Maria Jentys, Jacek Kaczmarski, Andrzej C. Leszczyński, Jerzy Limon, Artur D. Liskowacki, Grzegorz Musiał, Tadeusz Różewicz, ks. Jan Sochoń, Janusz Styczeń, Andrzej K. Waśkiewicz, Andrzej Walter, Andrzej Żurowski, Bogusław Żyłko i wielu innych.
W 2005 roku z decyzji Antoniego Pawlaka na łamach kwartalnika zadebiutował Jacek Szafranowicz.
W 2006 roku w składzie redakcji zaszły ważne zmiany: po odejściu Antoniego Pawlaka i Władysława Zawistowskiego redaktorem naczelnym pisma został Zbigniew Joachimiak, który tę funkcję pełni do dziś. Zwiększyła się objętość pisma, wzrósł poziom edytorski i redakcyjny. Pojawił się dodatek w postaci plakatu poetyckiego i plastycznego. Współpracę z pismem podjęli m.in. Józef Baran, Izabela Fietkiewicz-Paszek, Anna Frajlich-Zając, Ewa Graczyk, Bartosz Jastrzębski, Janusz A. Kobierski, Cezary Sikorski.
„Migotania” są pismem otwartym na różnorodne nurty i gatunki twórczości literackiej. Publikują w nim autorki i autorzy o uznanym dorobku literackim oraz debiutanci z całego kraju. Ukazują się teksty poetyckie, prozatorskie, eseje, felietony, artykuły krytyczne, recenzje, reportaże, wywiady, wspomnienia, przekłady literackie i wiele innych form. Redakcja gości na łamach autorów krajowych i emigracyjnych, w tym mało znanych lub nieobecnych w szerszej świadomości społecznej. Każdy numer ilustrowany jest pracami wybranego grafika, rysownika lub fotografa. Dzięki unikalnemu formatowi A3 pismo zamieszcza plakaty poetyckie i wyróżnia się oryginalnym układem graficznym.
Pierwszym redaktorem odpowiedzialnym za skład był Dariusz Szmidt, następnie Dariusz Kowalczyk. W latach 2011–2013 koncepcję graficzną współtworzył Jerzy Suchanek. Od 2014 pismo składa Artur Rakowski.
„Migotania” są pismem integrującym wiele środowisk literackich z całego kraju. Na jego łamach publikowało ponad 900 autorek i autorów. Od 2011 roku jest częściowo finansowane przez Urząd Marszałkowski oraz Ministerstwo Kultury i Dziedzictwa Narodowego. Pod koniec 2015 roku Ministerstwo Kultury odmówiło dofinansowywania czasopisma. Petycję o zmianę decyzji podpisało w ciągu miesiąca kilkaset osób z kraju i całego świata, m.in. z Wielkiej Brytanii, Niemiec, Hiszpanii, Stanów Zjednoczonych, Ameryki Południowej. W obronie pisma interweniowali przedstawiciele gdańskich i krajowych środowisk pisarskich, profesorowie wyższych uczelni oraz kilku posłów. W efekcie pismo otrzymało dofinansowanie na następne trzy lata.